# کامی‌شیبای

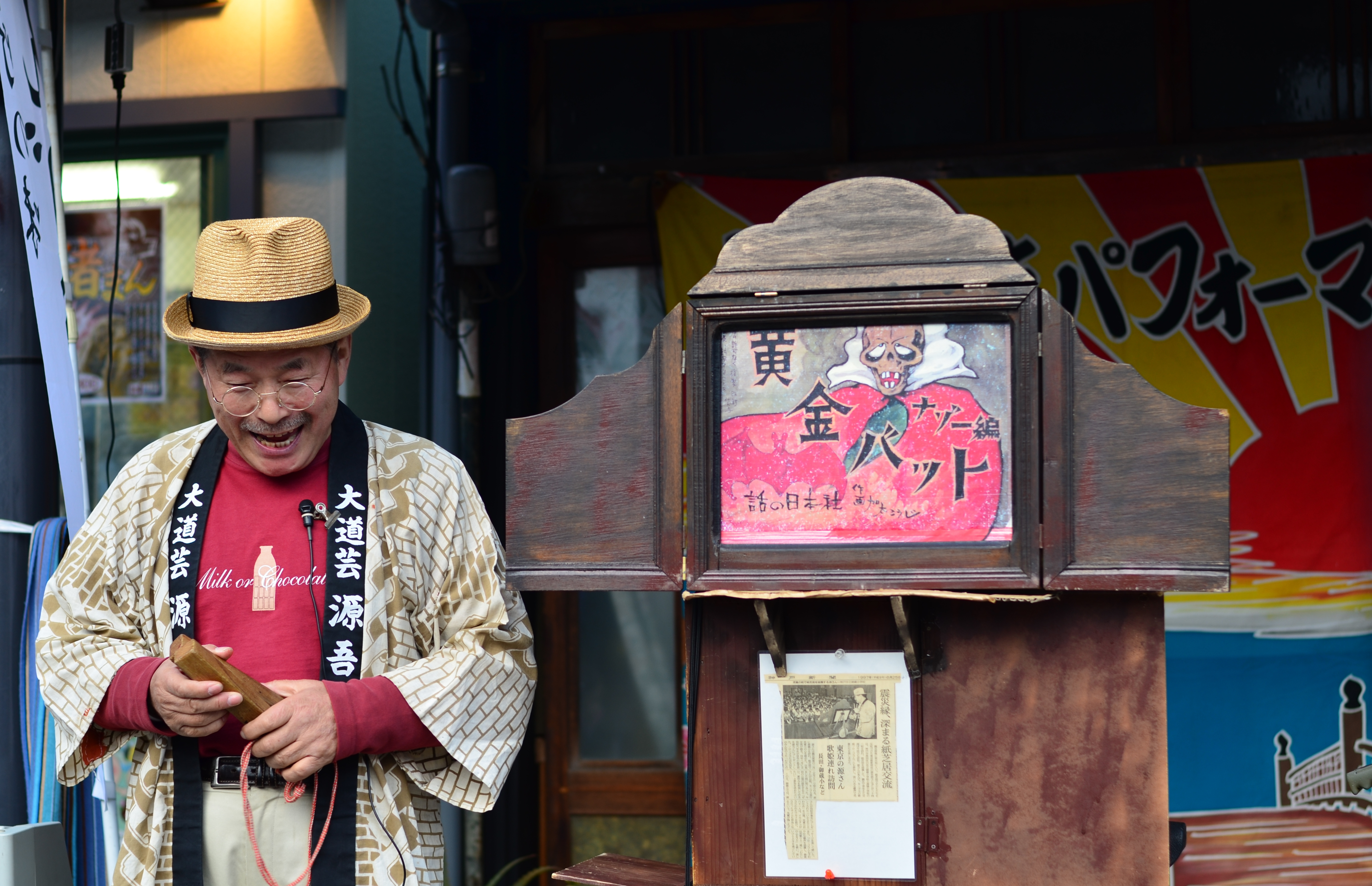
کامی‌شیبای در توکیو

کامی‌شیبای (به ژاپنی: 紙芝居 Kamishibai)یک نوع تئاتر خیابانی و قصه گویی ژاپنی است که در دوران رکود دهه ۱۹۳۰ و دوران پس از جنگ در ژاپن تا زمان ظهور تلویزیون در قرن بیستم محبوب بود.
کامی Kami در زبان ژاپنی به معنای کاغذ و شی‌بای Shibai به معنای نمایش است. در ابتدا کارت‌های تصویری در یک جعبه یا صحنه کوچک چوبی قرار داده می‌شدند و قصه‌گو کارت‌های تصویری را که شمار آن‌ها بین ۱۲ تا ۲۰ بود، یک به یک از جلوی سطح باز جعبه برمی‌داشت و در پشت آخرین کارت قرار می‌داد و همزمان قصه را روایت می‌کرد. قصه‌گو این جعبه را روی دوچرخه جای می‌داد و از این محل به آن محل و از این روستا به آن روستا می‌رفت تا برای کودکان قصه بگوید. در آن زمان نوشته‌ای بر پشت این کارت‌های تصویری قرار نداشت.
امروزه شماری از ناشران در ژاپن و یا برخی کشورهای اروپایی داستان‌های تصویری خود را به شیوه کامی‌شی‌بای منتشر می‌کنند. با این تفاوت که متن داستان در پشت کارت‌ها قرار دارد و قصه‌گو می‌تواند در حالی که کودکان به تصویرها چشم دوخته اند، پشت کارت‌ها را بخواند. کارت‌های جلویی یک به یک در پشت آخرین کارت قرار می‌گیرند، اما نوشته‌ها به ترتیبی در پشت کارت‌ها چاپ شده اند که قصه گو همواره می‌تواند متنِ تصویری را که در برابر کودک است، در برابر دیدگان خود داشته باشد.
تصویر در کامی‌شی‌بای های امروزی نیز به شیوه گذشته بزرگ و بدون جزئیات است تا آخرین ردیف کودکان که در برابر کارت‌ها ایستاده یا نشسته‌اند، بتوانند تصویر را به خوبی ببینند.
انتشارات موسسه پژوهشی تاریخ ادبیات کودکان حق ترجمه و چاپ این کتاب رابه فارسی و در ایران از ناشر اصلی خریداری کرده است. حق چاپ و نشر کتاب به طور انحصاری برای موسسه پژوهشی تاریخ ادبیات کودکان محفوظ است.